# Биоробототехника
Биоробототехника, также биомикроробототехника, биоминиробототехника — направление робототехники на стыке биологии и микросистемотехники.
Одна ее из целей — создание биороботов (биомикророботы, биоминироботы), представляющих собой живые организмы — насекомым или мелкие животные, в которые были встроены электронные устройства для управления их поведением и для приема и передачи информации. Управление живым существом осуществляется путем воздействия на его нервную систему. Биороботы могут оказаться незаменимыми в условиях опасности для жизни человека: химическая и радиационная разведка, работа со взрывными устройствами, ликвидация последствий аварий и катастроф; где присутствие человека затруднено: охрана, скрытное наблюдение, поиск людей под завалами. Использование живого организма как основы микроробота решает проблемы энергопитания, микродвигателей.